# Armonía del Samba
Armonía del Samba é uma escola de samba de Paso de los Libres, Argentina. Tendo como símbolo as cores branca e celeste, a Armonía del Samba foi campeã do Carnaval Popular no ano de 2008.
Foi fundada em 2002, no passagem Garavano, próximo do hospital San José, pelos sambistas Mario Figueiredo, Miriam Ruibo e Martin Castillo. Sua quadra fica na Rua Passagem Garavano, no bairro Arraigo.

## Segmentos

### Presidentes
| Período         | Presidente       | Ref. |
| --------------- | ---------------- | ---- |
| ? - 2016        | Mario Figueiredo |      |
| 2016-atualidade | Miriam Ruibo     |      |

### Diretores
| Ano  | Diretor de Carnaval | Diretor geral de harmonia | Mestre de bateria    | Ref.  |
| ---- | ------------------- | ------------------------- | -------------------- | ----- |
| 2012 |                     |                           | Alejandro Figueiredo | [ 5 ] |
| 2013 |                     |                           |                      |       |
| 2014 | Não desfilou        | Não desfilou              | Não desfilou         |       |
| 2015 |                     |                           | Orlando Figueiredo   |       |
| 2016 |                     |                           | Orlando Figueiredo   |       |
| 2017 |                     |                           | Orlando Figueiredo   |       |
| 2018 |                     |                           | Orlando FIgueiredo   |       |
| 2019 | Não desfilou        | Não desfilou              | Não desfilou         |       |
| 2020 |                     | Mario Martin              | Orlando Figueiredo   |       |

### Coreógrafo
| Ano  | Nome | Ref. |
| ---- | ---- | ---- |
| 2016 |      |      |
| 2017 |      |      |

### Casal de Mestre-sala e Porta-bandeira
| Ano  | Casal                        | Ref.  |
| ---- | ---------------------------- | ----- |
| 2016 |                              |       |
| 2017 | Mario e Melisa Figueiredo    | [ 6 ] |
| 2018 |                              |       |
| 2019 |                              |       |
| 2020 | Marcia Yatay e Horacio Ruibo |       |

### Corte de bateria
| Período | Rainha                 | Madrinha       | Ref.  |
| ------- | ---------------------- | -------------- | ----- |
| 2016    |                        |                |       |
| 2017    | Ludmilia Oriana Camino |                |       |
| 2018    | Malena Benitez         |                | [ 7 ] |
| 2019    |                        |                |       |
| 2020    |                        | Camila Velazco | [ 8 ] |

## Sambas
| Ano  | Colocação    | Enredo | Carnavalesco | Intérprete | Ref.   |
| ---- | ------------ | --- | ------------ | --- | ------ |
| 2003 |              | Viaje al Fondo del Mar (Viaje ao Fundo do Mar) (Samba-enredo compuesto por Sergio y Genaro Fernández) |              | Genaro Fernandez |        |
| 2004 |              | Homenaje al General San Martín (Homenagem Ao Geral San Martín) (Samba-enredo compuesto por Sergio y Genaro Fernández)                                                                                              |              | Genaro Fernandez |        |
| 2005 |              | Homenaje a Paso de los Libres (Homenagem a Paso de los Libres) (Samba-enredo compuesto por Sergio y Genaro Fernández)                                                                                              |              | Genaro Fernandez |        |
| 2006 | Vice-campeã  | Made In China (Samba-enredo compuesto por Sergio y Genaro Fernández) |              | Genaro Fernandez |        |
| 2007 |              | El Lejano Oeste (O Far West) (Samba-enredo compuesto por Sergio y Genaro Fernández) |              | Genaro Fernandez |        |
| 2008 | Campeã       | África Alumaré (Samba-enredo compuesto por Javier Ramírez) |              | Sebastian Paiva |        |
| 2009 | Vice-campeã  | Soñar no Cuesta Nada (Sonhar Não Custa Nada) (Samba-enredo compuesto por Javier Ramírez) |              | Sebastian Paiva |        |
| 2010 | 3.º Lugar    | Recorriendo Mexico (Recorrendo México) (Samba-enredo compuesto por Javier Ramírez) |              | Sebastian Paiva |        |
| 2011 | 3.º Lugar    | Homenaje al Carnaval Libreño (Homenagem ao Carnaval Librenho) (Samba-enredo compuesto por Mario Martín Montecucco)                                                                                                 |              | Edgardo Caceres |        |
| 2012 | 4.º Lugar    | 10 Años: Albiceleste Pinta Tu Historia (10 Anos: Celeste e Branco Pinta Tua Historia) (Samba-enredo compuesto por Mario Martín Montecucco y Miriam Ruibo)                                                          |              | Edgardo Caceres |        |
| 2013 | 3.º Lugar    | Temidos Piratas, Embusteros del Amor, Vendedores de Ilusión (Temidos Piratas, Embusteiros do Amor, Vendedores de Ilusão) (Samba-enredo compuesto por Mario Martín Montecucco)                                      |              | Edgardo Caceres e Fabio OIiva |        |
| 2014 | Não desfilou | Não desfilou | Não desfilou | Não desfilou |        |
| 2015 | 4.º Lugar    | Maestro Dirija la Sinfonia, Va la Orquesta de Armonía (Maestro Dirija a Sinfonia, Vai a Orquestra de Armonía) (Samba-enredo compuesto por Mario Martín Montecucco y Silvia Martínez)                               |              | Edgardo Caceres e Fabio OIiva |        |
| 2016 |              | Levantemos las copas en tus bodas de Cristal (Levante os copos no seu aniversário de vidro) (Samba-enredo compuesto por Mario Martín Montecucco)                                                                   |              | Edgardo Caceres e Fabio OIiva |        |
| 2017 | 3.º Lugar    | El parche ya estalla anuncia batalla Mi Gladius superara murallas (O pele ja explode anuncia batalha, minha "Gladius" vai superar muralhas) (Samba-enredo compuesto por Mario Martín Montecucco y Silvia Martínez) |              | Mario Martín, Edgardo Caceres e Fabio OIiva                                                                                       |        |
| 2018 | 4.°Lugar     | No existen fronteras Es mi Africa Negra De porfía ejemplar (Não há fronteiras, é minha África negra, de persistência exemplar) (Samba-enredo compuesto por Mario Martín Montecucco)                                |              | Mario Martín, Edgardo Caceres e Fabio OIiva                                                                                       |        |
| 2019 | Não desfilou | Não desfilou | Não desfilou | Não desfilou | [ 9 ]  |
| 2020 | 5.° Lugar    | Soy cineasta Soy Armonía Soy una estrella en la avenida (Sou cineasta Sou Armonia Sou uma estrela na avenida) (Samba-enredo compuesto por Mario Martín)                                                            |              | Mario Martín, Edgardo Caceres, Adrian Rodriguez, Eduardo Lopez                                                                    | [ 10 ] |
| 2021 |              | Não desfilou |              | |        |
| 2022 | 4.°Lugar     | Navegando Por Los 7 Mares (Navegando pelos 7 mares) (Samba-enredo compuesto por Orlando Figueiredo e Ulises Leguiza)                                                                                               |              | Felipe Ramirez, Mario Martín, Adrian Rodriguez, Eduardo Lopez, Hilse Britez, Cristian Garicoche, Ramiro Camisasca, Ricardo Origgi | [ 11 ] |